# Стокбридж (Массачусетс)
Стокбридж (англ. Stockbridge) — місто (англ. town) в США, в окрузі Беркшир штату Массачусетс. Населення — 2018 осіб (2020).

### Клімат
| Клімат : Стокбридж    | Клімат : Стокбридж | Клімат : Стокбридж | Клімат : Стокбридж | Клімат : Стокбридж | Клімат : Стокбридж | Клімат : Стокбридж | Клімат : Стокбридж | Клімат : Стокбридж | Клімат : Стокбридж | Клімат : Стокбридж | Клімат : Стокбридж | Клімат : Стокбридж | Клімат : Стокбридж |
| Показник              | Січ.               | Лют.               | Бер.               | Квіт.              | Трав.              | Черв.              | Лип.               | Серп.              | Вер.               | Жовт.              | Лист.              | Груд.              | Рік                |
| Середній максимум, °C | 0,3                | 2,1                | 7,3                | 14,2               | 20,9               | 25,2               | 27,4               | 26,3               | 21,8               | 15,6               | 9,1                | 2,6                | 14,4               |
| Середній мінімум, °C  | −10,7              | −9,8               | −4,8               | 0,8                | 6,3                | 11,0               | 13,8               | 13,1               | 8,7                | 2,7                | −1,4               | −7,3               | 1,9                |
| Норма опадів, мм      | 93                 | 73                 | 97                 | 94                 | 109                | 102                | 105                | 116                | 100                | 101                | 98                 | 95                 | 1184               |
| Днів з опадами        | 10                 | 9                  | 11                 | 12                 | 12                 | 11                 | 11                 | 11                 | 10                 | 9                  | 11                 | 10                 | 127                |
| --------------------- | ------------------ | ------------------ | ------------------ | ------------------ | ------------------ | ------------------ | ------------------ | ------------------ | ------------------ | ------------------ | ------------------ | ------------------ | ------------------ |
| Джерело:              |                    |                    |                    |                    |                    |                    |                    |                    |                    |                    |                    |                    |                    |

## Демографія
Згідно з переписом 2010 року, у місті мешкало 1947 осіб у 919 домогосподарствах у складі 496 родин. Було 1692 помешкання
Расовий склад населення:
| - 96,4 % — білих - 1,0 % — азіатів - 0,9 % — чорних або афроамериканців - 0,1 % — корінних американців |

До двох чи більше рас належало 0,9 %. Частка іспаномовних становила 3,0 % від усіх жителів.
За віковим діапазоном населення розподілялося таким чином: 12,5 % — особи молодші 18 років, 61,4 % — особи у віці 18—64 років, 26,1 % — особи у віці 65 років та старші. Медіана віку мешканця становила 53,6 року. На 100 осіб жіночої статі у місті припадало 88,7 чоловіків;  на 100 жінок у віці від 18 років та старших — 86,1 чоловіків також старших 18 років.
Середній дохід на одне домашнє господарство  становив 94 849 доларів США (медіана — 54 438), а середній дохід на одну сім'ю — 126 284 долари (медіана — 86 667). Медіана доходів становила 59 781 долар для чоловіків та 47 273 долари для жінок. За межею бідності перебувало 9,4 % осіб, у тому числі 2,0 % дітей у віці до 18 років та 7,0 % осіб у віці 65 років та старших.
Цивільне працевлаштоване населення становило 1025 осіб. Основні галузі зайнятості: освіта, охорона здоров'я та соціальна допомога — 30,0 %, мистецтво, розваги та відпочинок — 14,0 %, будівництво — 10,8 %, роздрібна торгівля — 9,7 %.